# Paramore (álbum)
Paramore es el cuarto álbum de estudio homónimo de la banda estadounidense de rock Paramore. Fue lanzado el 5 de abril de 2013, a través de Fueled by Ramen. Es su primer álbum de larga duración lanzado después de la salida de los cofundadores Josh y Zac Farro en 2010. Grabado entre abril y 1 de noviembre de 2012, el álbum fue descrito por la banda como una "declaración" y una reintroducción de la banda para el mundo y para ellos mismos. El álbum fue el último grabado con el bajista Jeremy Davis antes de salir de la banda en 2015.
El álbum fue producido por Justin Meldal-Johnsen, con el guitarrista Taylor York coproducción en cuatro pistas. En contraste con los trabajos anteriores de la banda, la producción de Paramore contiene la experimentación de la banda con nuevos géneros musicales, tales como new wave y el rock funk, y cuenta con tres interludios acústicos. Paramore recibió la aclamación de los críticos de música, que elogiaron la madurez y la experimentación de la banda en términos de musicalidad, así como la voz de Williams y presencia global en el álbum. Varias publicaciones incluyen el álbum en sus listas de fin de año, incluyendo el A. V. Club y The Guardian.
Paramore tuvo buen éxito comercial, debutando en el número uno en los EE. UU. Billboard 200 con ventas en la primera semana de 106 000 copias. El álbum también encabezó las listas en Argentina, Australia, Brasil, Irlanda y Nueva Zelanda, donde se convirtió en su primer álbum en alcanzar la cima. También se convirtió en su segundo líder de la lista en el Reino Unido. En marzo de 2016, Paramore fue certificado platino por la Asociación de la Industria de Grabación de América (RIAA), por ventas y streaming superiores a 1 000 000. 
Cuatro sencillos se han lanzado del álbum: «Now», «Still Into You», «Daydreaming», y la canción ganadora del Grammy «Ain't It Fun». «Still Into You» y «Ain't It Fun» han sido certificados doble platino por la RIAA de los Estados Unidos, por lo que este álbum homónimo es el primero de la banda que ha producido más de un doble platino en un solo álbum.

## Información del álbum

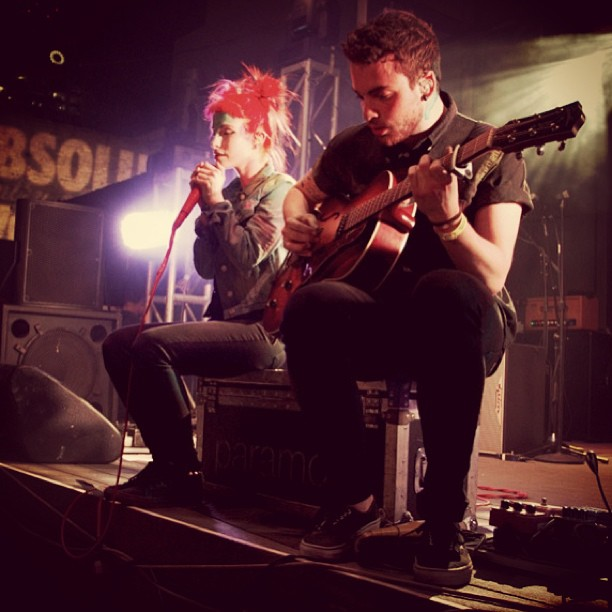
Hayley Williams y Taylor York compusieron la mayoría de las canciones de Paramore.

Paramore estuvo compuesto por cinco músicos —Hayley Williams (voz), Jeremy Davis (bajo), Josh Farro (guitarra), Zac Farro (batería) y Taylor York (guitarra)— hasta finales de 2010, cuando el 18 de diciembre de ese año la banda anunció la partida de Josh y Zac. Tras el lanzamiento del sencillo «Monster» (2011), comenzaron las especulaciones respecto a un nuevo álbum del grupo. Williams declaró: «esperamos comenzar a grabar [el disco] a finales de 2011 y tenerlo terminado a principios del año siguiente». En vez de ello, Paramore publicó la caja recopilatoria Singles en diciembre de 2011, que incluía «Monster» junto a tres nuevas canciones.
En enero de 2012, el trío anunció que al mes siguiente viajarían a Los Ángeles para comenzar a trabajar su cuarto álbum de estudio. Williams en febrero dijo: «Ha sido la semana más agitada que hemos tenido [...] nos hemos reunido con seis o siete personas, todas calificadas para encargarse de la producción del nuevo álbum». Más tarde, en una entrevista en 2013, ella comentó: «hubo momentos en que me preguntaba: "¿La gente se va a olvidar de nosotros? ¿Nos importa? ¿Acaso tengo algo relevante que decir como compositora?" y cuando nos reunimos con todos los productores, todos parecían realmente interesados en lo que deseábamos hacer a continuación». Finalmente, Justin Meldal-Johnsen fue elegido para trabajar en el disco. Según la cantante, eligieron a Meldal-Johnsen porque «fue genial escuchar que alguien como él tiene un montón fe en el siguiente capítulo de Paramore, aún sin siquiera haberlo escuchado o visto».
Para la grabación del disco, que finalizó en noviembre de 2012, Ilan Rubin participó como músico de estudio en la batería.
Dieciséis de las diecisiete canciones del disco fueron escritas por Williams y York —cuatro de ellas con colaboración de Meldal-Johnsen—, mientras que «Interlude: Holiday» fue escrita por Williams y Davis. Respecto al contenido del álbum, Williams comentó: «Estoy realmente orgullosa de que no sea un álbum de Paramore enojado», además agregó: «Tuve un momento de los del tipo de Tony-en-West-Side-Story-cuando él cantaba acerca de cómo algo está por venir. No sabe qué es, pero será fantástico. Muchas de las nuevas canciones salieron de ahí. Son acerca de la necesidad de encontrar qué es lo que sigue». Davis habló también sobre el disco: «Es un álbum mucho más feliz y brillante de lo que la gente podría esperar teniendo en cuenta lo que ha pasado. Hace mucho tiempo que queríamos escribir canciones como éstas, pero no estábamos emocionalmente en ese momento. Ahora lo estamos».
Taylor York aclaró que durante la mezcla del álbum sucedió «de todo. [Hacíamos] cualquier cosa que se nos venía a la mente [...] hay todo tipo de sintetizadores y guitarras, un coro gospel, hicimos una sección de cuerdas».
De acuerdo con la banda, durante todo el proceso de grabación el álbum «se autotituló». Williams, Davis y York comentaron en su sitio web oficial:

Con el mayor orgullo y pasión que probablemente podríamos expresar, nos gustaría anunciar que este álbum será homónimo. Se ha autotitulado a través de casi todo el proceso... Todo el proceso de este álbum fue un redescubrimiento de nosotros mismos como banda y como amigos. Fue un proceso que nos permitió la libertad de explorar nuevos territorios artísticos y nos liberó a nosotros mismos como músicos, cantantes, como personas. Sinceramente, sentimos que la mejor manera de darle un nombre es sólo llamarle por lo que es. Este álbum es nosotros.
Paramore

## Lanzamiento y promoción
El lanzamiento general de Paramore se produjo el 9 de abril de 2013, aunque en algunos países fue antes: en Finlandia se lanzó el 4 de abril, en Irlanda, Australia y Alemania el 5 de abril y en Reino Unido el 8 de abril.
El primer sencillo fue «Now», lanzado el 22 de enero de 2013.
Tras la publicación del álbum, Paramore realizó en 2013 diversas giras para promocionarlo: North American Tour, South America Tour, European Fall Tour y The Self-Titled Tour. En 2014, el grupo hará una gira por Australia y Nueva Zelanda, para más tarde embarcarse en el crucero Parahoy!.

## Recepción

### Comentarios de la crítica
El disco recibió mayoritariamente comentarios positivos por parte de la crítica musical; el sitio web Metacritic le dio un puntaje de ochenta y tres, basado en veinte críticas —quince positivas, tres mixtas y dos negativas—. Jack Appleby de AbsolutePunk dio a Paramore una calificación de 80%, y dijo, con respecto a su variedad musical, que «sin duda, no es para todos. Pero ciertamente hay algo para todos. Si no te diviertes en algún punto del álbum, probablemente ni lo estás intentando». Además, agregó que los tres interludios con ukelele —«Moving On», «Holiday» y «I'm Not Angry Anymore»— son «peculiares, pero adorables». Mat Collar, de Allmusic, se refirió a él como el «más aventurero, experimental y consumado» álbum de Paramore; así mismo, lo llamó una «auténtica ópera pop sobre el renacimiento de una banda, como un ave fénix de las cenizas de una alineación quebrada, mejor y más fuerte que cualquier encarnación anterior». Scott Heisel de Alternative Press dio al álbum la calificación máxima de cinco estrellas y comentó que la actitud unificada de Williams, York y Davis, capaz de intentar cualquier cosa, «reemplazó» la tensión presente en las letras del anterior trabajo del grupo, Brand New Eyes (2009).

## Lista de canciones
| Paramore |                                    |                                                     |          |  |
| N.º      | Título                             | Escritor(es)                                        | Duración |  |
| 1.       | «Fast in My Car»                   | Taylor York, Hayley Williams, Justin Meldal-Johnsen | 3:42     |  |
| 2.       | «Now»                              | York, Williams                                      | 4:10     |  |
| 3.       | «Grow Up»                          | York, Williams                                      | 3:50     |  |
| 4.       | «Daydreaming»                      | York, Williams                                      | 4:32     |  |
| 5.       | «Interlude: Moving On»             | York, Williams                                      | 1:30     |  |
| 6.       | «Ain't It Fun»                     | York, Williams                                      | 4:56     |  |
| 7.       | «Part II»                          | York, Williams, Meldal-Johnsen                      | 4:41     |  |
| 8.       | «Last Hope»                        | York, Williams                                      | 5:09     |  |
| 9.       | «Still Into You»                   | Williams, York                                      | 3:36     |  |
| 10.      | «Anklebiters»                      | York, Williams, Meldal-Johnsen                      | 2:17     |  |
| 11.      | «Interlude: Holiday»               | Jeremy Davis, Williams                              | 1:09     |  |
| 12.      | «Proof»                            | York, Williams, Meldal-Johnsen                      | 3:15     |  |
| 13.      | «Hate To See Your Heart Break»     | York, Williams                                      | 5:09     |  |
| 14.      | «(One Of Those) Crazy Girls»       | York, Williams                                      | 3:32     |  |
| 15.      | «Interlude: I'm Not Angry Anymore» | York, Williams                                      | 0:52     |  |
| 16.      | «Be Alone»                         | York, Williams                                      | 3:40     |  |
| 17.      | «Future»                           | York, Williams                                      | 7:52     |  |

| Pistas adicionales de la edición Deluxe |                                                   |                |          |  |
| N.º                                     | Título                                            | Escritor(es)   | Duración |  |
| 18.                                     | «Hate To See Your Heart Break (Ft. Joy Williams)» | York, Williams | 5:05     |  |
| 19.                                     | «Native Tongue»                                   | York, Williams | 3:13     |  |
| 20.                                     | «Escape Route»                                    | York, Williams | 3:00     |  |
| 21.                                     | «Tell Me It's Okay»                               |                | 2:44     |  |

- Fuente: ASCAP

## Comercial

### Posicionamiento en listas
| Argentina         | Argentinian Albums Chart | 1  |
| Alemania          | German Albums Chart      | 8  |
| Australia         | Australian Albums Chart  | 1  |
| Austria           | Austrian Albums Chart    | 13 |
| Bélgica (Flandes) | Belgian Albums Chart     | 33 |
| Bélgica (Valonia) | Belgian Albums Chart     | 66 |
| Canadá            | Canadian Albums Chart    | 3  |
| Escocia           | Scottish Albums Chart    | 1  |
| Estados Unidos    | Billboard 200            | 1  |
| Estados Unidos    | Digital Albums           | 1  |
| Estados Unidos    | Rock Albums              | 1  |
| Estados Unidos    | Alternative Albums       | 1  |
| Finlandia         | Finnish Albums Chart     | 10 |
| Irlanda           | Irish Albums Chart       | 1  |
| Nueva Zelanda     | New Zeland Albums Chart  | 1  |
| Países Bajos      | Netherlands Albums Chart | 18 |
| Reino Unido       | UK Albums Chart          | 1  |
| Reino Unido       | Album Downloads          | 1  |
| Reino Unido       | Rock & Metal Albums      | 1  |
| Suiza             | Swiss Albums Chart       | 18 |

### Lista Fin de Año
| Chart (2013)                      | Posición |
| --------------------------------- | -------- |
| Australian Albums (ARIA)          | 51       |
| UK Albums (OCC)                   | 76       |
| US Top Alternative Albums         | 17       |
| US Top Rock Albums                | 25       |
| US Billboard 200                  | 95       |
| Chart (2014)                      | Position |
| US Billboard 200                  | 135      |
| US Top Rock Albums (Billboard)    | 26       |
| US Alternative Albums (Billboard) | 19       |

## Certificaciones
| País           | Organismo certificador | Certificación | Simbolización | Ventas    | Ref.   |
| -------------- | ---------------------- | ------------- | ------------- | --------- | ------ |
| Australia      | ARIA                   | Oro           |               | 35.000    | [ 58 ] |
| Brasil         | ABPD                   | Oro           |               | 20.000    | [ 59 ] |
| Estados Unidos | RIAA                   | Platino       |               | 1.000.000 | [ 60 ] |
| Nueva Zelanda  | RIANZ                  | Oro           |               | 7.500     | [ 61 ] |
| Reino Unido    | BPI                    | Oro           |               | 100.000   | [ 62 ] |

## Personal
Paramore
- Hayley Williams – Voz, teclado, piano
- Jeremy Davis – Bajo, teclado, coros
- Taylor York – Guitarra, batería, teclado

Personal adicional
- Ilan Rubin - Batería, percusión, voz
- Justin Meldal-Johnsen – Productor, teclados, programación, percusión
- Carlos de la Garza – percusión, ingeniero
- Ken Andrews – mezclas, teclados, coros
- Joy Williams - vocalista invitado (canción N°18 en Edición Deluxe)
- Vincent Brantley – Director de coro, contratista de coros
- Vincent Brantley, Sean Dancy, Yolanda Harris-Dancy, Katherine Dancy, Brandon Hampton, Talitha Manor, Joslyn James – Miembros del coro
- Vanessa Freebairn-Smith – Contratista de cuerdas
- Cuerdas organizadas por Roger Joseph Manning, Jr.
- Caroline Campbell – Concertino, violín
- Caroline Campbell, Alma Fernández, Erik Arvinder, Kathleen Sloan, Khoa Truong, Luke Maurer, Sam Fischer, Vanessa Freebairn-Smith, Songa Lee – Músicos de cuerda
- Steve Aho – Copista
- Mike Schuppan – Ingeniero de sonido